# 蘇丹希沙慕丁沙
蘇丹希沙慕丁沙 KCMG（1898年5月13日—1960年9月1日）是馬來亞第二任最高元首和第六和第八任雪蘭莪蘇丹。在第一次擔任雪蘭莪蘇丹期間日本入侵馬來亞被廢除王位由他哥哥繼承王位。第二次世界大戰結束后他在英國殖民當局擁立下成功復辟。1960年9月1日蘇丹希沙慕丁沙駕崩，他也成為了馬來亞任期最短和唯一一位統治沒超過一年，也是唯一一位未举行加冕礼的最高元首。